# Томаш Калас
Томаш Калас (чеш. Tomáš Kalas; 15. март 1993) чешки је професионални фудбалер који тренутно наступа на у одбрани, на позицијама штопера и десног бека за Бристол Сити као капитен и репрезентацију Чешке.
Каријеру је почео 2009. у Сигми Оломоуц, гдје је провео једну сезону, након чега је прешао у Челси, али је послат на позајмицу у Сигму, гдје је провео још једну сезону. Године 2011. отишао је на позајмицу у Витесе, гдје је провео двије сезоне, након чега се вратио у Челси, за који је дебитовао 2013. Одиграо је укупно четири утакмице за клуб, након чега је отишао на позајмицу у Келн, гдје није одиграо ниједну утакмицу за први тим, већ је послат у резервни тим, за који је одиграо само двије утакмице. У јануару 2015, отишао је на позајмицу у Мидлсбро, гдје је провео сезону и по, након чега је отишао на позајмицу у Фулам. У Фуламу је провео двије сезоне, након чега је отишао на позајмицу у Бристол Сити. Године 2019. Бристол је откупио његов уговор, поставивши клупски рекорд у износу трансфера, а 2020. именован је за капитена клуба.
Прошао је све млађе селекција у репрезентацији, играо је на Европском првенству за играче до 17 и 19 година, а за сениорску репрезентацију Чешке дебитовао је 2012. након чега је играо на Европском првенству 2020.

## Клупска каријера

### Челси

#### Почетак каријере
Калас је рођен у Оломоуцу и професионалну каријеру почео је у локалном клубу Сигма Оломоуц, гдје је претходно играо као јуниор пет година. Дебитовао је 5. маја 2010. у побједи од 2:0 против Слован Либереца. На дан 7. јула 2010. потписао је уговор са Челсијем за 5,2 милиона фунти, али је остао на позајмици у Сигми за први дио сезоне 2010/11. У Челси је прешао у јануару 2011. и прикључен је резервном тиму, за који је дебитовао у ремију 2:2 на гостовању против Астон Виле 21. фебруара.

#### Позајмица у Витесе
На дан 22. августа 2011. отишао је на позајмицу у холандски Витесе, за сезону 2011/12. Узео је дрес са бројем 2, а дебитовао је 17. септембра 2011, у побједи од 5:0 против Роде.
У марту 2012. рекао је да још не зна гдје ће играти наредне сезоне, али да је срећан на позајмици у Витесеу, изјавивши: „остао бих још једну годину у клубу. Једноставно речено, постоје три опције. Да останем овдје, вратим се у Челси или да одем на позајмицу у други клуб. Крајем марта разговараћу са менаџерима о наредној сезони и знаћу више.“
На дан 17. маја 2012. постигао је први гол у побједи од 3:1 против РКЦ Валвајка, што му је био први гол у професионалној каријери.
На дан 11. јула 2012. вратио се у Витесе на позајмицу до краја сезоне 2012/13. Такође, продужио је уговор са Челсијем до љета 2017. Први гол у сезони постигао је 16. септембра, у побједи од 3:0 против Гронингена.
Током сезоне, углавном је играо на позицији десног бека, умјесто на позицији штопера, на којој је играо од почетка каријере.

#### Повратак у Челси
На дан 10. јула 2013, тренер Челсија — Жозе Мурињо, изјавио је да ће Калас остати у клубу, са којим ће одрадити припреме и покушати да се избори за мјесто у тиму. Током турнеје у Азији 2013. играо је три утакмице, против Сигма ал старса, Малезијских најбољих 11 и најбољих 11 Индонезије. На тренингу, доживио је прелом кољена, због чега није могао да настави припреме са клубом, који је отишао на турнеју по Америци.
Након опоравка од повреде, 29. октобра 2013. дебитовао је за Челси, у побједи од 2:0 против Арсенала у Лига купу, када је ушао у игру умјесто Хуана Мате у 90 минуту. Послије утакмице, изјавио је да је његова улога у клубу да буде играч за тренинге.
На дан 18. марта 2014. дебитовао је у Лиги шампиона, у побједи од 2:0 против Галатасараја, када је у игру ушао умјесто Вилијана.
На дан 27. априла 2014, дебитовао је у Премијер лиги, у побједи од 2:0 на гостовању против Ливерпула, када је по први пут играо цијелу утакмицу, умјесто Џона Терија, који је био повријеђен.

#### Позајмица у Келн
На дан 11. јуна 2014. отишао је на позајмицу у Келн за сезону 2014/15. На дан 24. септембра, дебитовао је за резервни тим — Келн II, у побједи од 2:1 против Борусије Менхенгладбах II. На дан 25. октобра, играо је за резервни тим у поразу 2:0 од Верла.
Рекао је да не зна зашто је тако лоше примљен у Келну, гдје је одиграо само двије утакмице за резервни тим, изјавивши: „у почетку, били су задовољни са мојим залагањем, али онда, нисам играо ни на једној утакмици. Не знам шта је било погрешно.“ Због тога што није играо много, у јануару 2015. био је повезан са преласком на позајмицу у бројне енглеске клубове, као и за повратак у Витесе.

#### Позајмица у Мидлсбро
На дан 9. јануара 2015. отишао је на позајмицу у Мидлсбро за други дио сезоне 2014/15. Дан након потписа, дебитовао је за клуб у ремију 0:0 против Рединга. Тренер Мидлсброа — Ајтор Каранка, похвалио је његову способност да игра на позицији десног бека, гдје је клуб имао проблема због повреде Дамија Абела у септембру 2014.
Наставио је да игра на позицији десног бека и на наредне двије утакмице, а на утакмици против Кардиф Ситија, доживио је повреду чланка, због које је морао да паузира. На дан 10. фебруара 2015. вратио се у стартну поставу, у побједи од 2:1 на гостовању против Блекпула. На дан 14. априла 2015, асистирао је за гол Патрику Бамфорду, који је такође био у клубу на позајмици из Челсија, у побједи од 2:1 против Вулверхемптон вондерерса.
Због правила о позајмици на кратак период, није могао да заврши сезону играјући за клуб. Иако је морао да пропусти последње три утакмице, затражио је дозволу да остане и тренира са тимом до краја сезоне. Имао је важну улогу у пласману Мидлзброа у плеј оф за улазак у Премијер лигу, али су у финалу плеј офа, изгубили од Норич Ситија 2:0.
На дан 13. јула 2015, поново је отишао на позајмицу у Мидлсбро, до краја сезоне 2015/16. Десет дана касније, потписао је нови трогодишњи уговор са Челсијем, до 2018. На дан 9. августа 2015, стартовао је прву утакмицу у Чемпионшипу, у ремију 0:0 на гостовању против Престон Норт Енда, гдје је играо на позицији десног бека, као и претходне сезоне. Током првог дијела сезоне, био је стартер, али је касније изгубио мјесто у тиму од Емилија Нсуеа. Иако је играо мање, тренер Мидлсброа — Ајтор Каранка, изјавио је да је Калас и даље важан играч у њиховој борби да се пласирају у Премијер лигу. На дан 19. априла 2016, одиграо је последњу утакмицу за клуб, када је ушао у игру у 90. минуту умјесто Стјуарта Даунинга, у ремију 1:1 на гостовању против Бернлија.
Иако је постојала могућност да остане на позајмици у Мидлсброу и трећу сезону, као и могућност куповине, клубови се нису договорили.

#### Позајмица у Фулам
На дан 13. јула 2016. отишао је на позајмицу у Фулам, до краја сезоне 2016/17. што му је био пети клуб у који је отишао на позајмицу.
За клуб је дебитовао 5. августа 2016, у побједи од 1:0 против Њукасла. На утакмици, блокирао је шут Мета Ричија у надокнади времена, којим је Фулам остварио побједу у првом колу Чемпионшипа. Крајем септембра, повриједио је тетиву, због чега је морао да пропусти осам утакмица. На терен се вратио 29. октобра, када је постигао и први гол за клуб, у побједи од 5:0 против Хадерсфилда. Фулам се пласирао у плеј оф за пласман у Премијер лигу, али је у полуфиналу изгубио 2:1 од Рединга, на утакмици у којој је Калас играо руком и скривио пенал захваљујући којем је Рединг побиједио.
На дан 27. јула 2017, потписао је нови уговор са Челсијем и поново је послат на позајмицу у Фулам, за сезону 2017/18. На дан 12. августа, добио је црвени картон послије 39 секунди утакмице, због фаула над Моом Бароуом, у ремију 1:1 на гостовању против Рединга. Фулам се пласирао у плеј оф, гдје су у финалу побиједили Астон Вилу и пласирали се у Премијер лигу, што је био други пут да је тим у којем је играо Калас изборио пласман у виши ранг.

#### Позајмица у Бристол Сити
На дан 23. августа 2018. отишао је на позајмицу у Бристол Сити, заједно са Џејем Дасилвом, до краја сезоне 2018/19. За клуб је дебитовао 25. августа, у побједи од 1:0 на гостовању против Свонзи Ситија у петом колу Чемпионшипа. Укупно је одиграо 38 утакмица у првенству и 41 у свим такмичењима.

### Бристол Сити
На дан 1. јула 2019. након добрих игара на позајмици, прешао је у Бристол Сити за 8 милиона фунти, чиме је постао најскупље плаћени фудбалер у историји клуба, с потписао је четворогодишњи уговор, до 2024. Први гол за клуб постигао је 12. септембра 2020, у побједи од 2:1 против Ковентри Ситија.

## Репрезентативна каријера

### Млада репрезентација
За репрезентацију до 17 година дебитовао је 5. септембра 2009, у побједи од 1:0 против Бјелорусије у квалификацијама за Европско првенство за играче до 17 година, када је ушао у игру у 61. минуту. Изабран је у тим за првенство, а на утакмици против Грчке, добио је црвени картон.
Играо је и на Европском првенству за репрезентацију до 19 година 2011, гдје је постигао гол у побједи од 4:2 против Србије у полуфиналу. У финалу, Чешка је изгубила од Шпаније 3:2 након продужетака, са два гола Пака Алкасера.
За репрезентацију до 20 година, одиграо је двије утакмице, а постигао је гол на дебију, у побједи од 1:0 против Холандије. За репрезентацију до 21 године, дебитовао је 6. септембра 2011. у ремију 1:1 против Јерменије.

### Сениорска репрезентација
За сениорску репрезентацију Чешке, дебитовао је 14. новембра 2012. у побједи од 3:0 против Словачке у пријатељској утакмици, када је ушао у игру у 74 минуту умјесто Давида Лимберског. На дан 13. октобра 2015. ушао је у игру у другом полувремену, умјесто Јозефа Шурала, у побједи од 3:2 на гостовању против Холандије, чиме је Чешка освојила прво мјесто у групи у квалификацијама за Европско првенство 2016. Први гол за репрезентацију постигао је 26. марта 2018, у побједи од 4:1 против Кине у пријатељској утакмици. На дан 6. јуна 2018, постигао је други гол за репрезентацију, у побједи од 1:0 против Нигерије.
На дан 27. маја 2021. нашао се у тиму за Европско првенство 2020, које је због пандемије ковида 19 помјерено за 2021. На дан 8. јуна играо је у побједи од 3:1 против Албаније у пријатељској утакмици, последњој пред почетак Европског првенства. На првенству, био је стандардан, одиграо је сваку утакмицу, а Чешка је у првом колу групе Д побиједила Шкотску 2:0, са два гола Патрика Шика, након чега је у другом колу ремизирала 1:1 против Хрватске. У трећем колу, Чешка је изгубила 1:0 од Енглеске и прошла је даље са трећег мјеста. У осмини финала, побиједила је Холандију 2:0, головима Шика и Томаша Холеша, након чега је изгубила од Данске 2:1 у четвртфиналу. Калас је одиграо сваки минут на првенству.

## Статистика каријере

### Клубови
Ажурирано након утакмице игране 1. маја 2021.
| Сигма Оломоуц            | 2009/10.          | Прва лига Чешке   | 1   | 0 | 0  | 0 | 0 | 0 | — | — | — | — | 1   | 0 |
| Сигма Оломоуц            | 2010/11.          | Прва лига Чешке   | 4   | 0 | 2  | 0 | 0 | 0 | — | — | — | — | 6   | 0 |
| Сигма Оломоуц            | Укупно            | Укупно            | 5   | 0 | 2  | 0 | 0 | 0 | — | — | — | — | 7   | 0 |
| Витесе (позајмица)       | 2011/12.          | Ередивизија       | 32  | 1 | 4  | 0 | 0 | 0 | — | — | — | — | 36  | 1 |
| Витесе (позајмица)       | 2012/13.          | Ередивизија       | 34  | 1 | 3  | 0 | 0 | 0 | 3 | 0 | — | — | 40  | 1 |
| Витесе (позајмица)       | Укупно            | Укупно            | 66  | 2 | 7  | 0 | 0 | 0 | 3 | 0 | — | — | 76  | 2 |
| Челси                    | 2013/14.          | Премијер лига     | 2   | 0 | 0  | 0 | 1 | 0 | 1 | 0 | — | — | 4   | 0 |
| Келн (позајмица)         | 2014/15.          | Бундеслига        | 0   | 0 | 0  | 0 | — | — | — | — | — | — | 0   | 0 |
| Мидлсбро (позајмица)     | 2014/15.          | Чемпионшип        | 17  | 0 | 0  | 0 | 0 | 0 | — | — | — | — | 17  | 0 |
| Мидлсбро (позајмица)     | 2015/16.          | Чемпионшип        | 26  | 0 | 1  | 0 | 3 | 0 | — | — | — | — | 30  | 0 |
| Мидлсбро (позајмица)     | Укупно            | Укупно            | 43  | 0 | 1  | 0 | 3 | 0 | — | — | — | — | 47  | 0 |
| Фулам (позајмица)        | 2016/17.          | Чемпионшип        | 36  | 1 | 2  | 0 | 0 | 0 | — | — | 2 | 0 | 40  | 1 |
| Фулам (позајмица)        | 2017/18.          | Чемпионшип        | 33  | 0 | 1  | 0 | 0 | 0 | — | — | 2 | 0 | 36  | 0 |
| Фулам (позајмица)        | Укупно            | Укупно            | 69  | 1 | 3  | 0 | 0 | 0 | — | — | 4 | 0 | 76  | 1 |
| Бристол Сити (позајмица) | 2018/19.          | Чемпионшип        | 38  | 0 | 3  | 0 | 0 | 0 | — | — | — | — | 41  | 0 |
| Бристол Сити             | 2019/20.          | Чемпионшип        | 23  | 0 | 1  | 0 | 0 | 0 | — | — | — | — | 24  | 0 |
| Бристол Сити             | 2020/21.          | Чемпионшип        | 40  | 1 | 3  | 0 | 1 | 0 | — | — | — | — | 44  | 1 |
| Бристол Сити             | Укупно            | Укупно            | 101 | 1 | 7  | 0 | 1 | 0 | — | — | — | — | 109 | 1 |
| Укупно у каријери        | Укупно у каријери | Укупно у каријери | 286 | 4 | 20 | 0 | 5 | 0 | 4 | 0 | 4 | 0 | 319 | 4 |

1. ↑  Наступи у Лиги Европе
2. ↑  Наступ у Лиги шампиона
3. 1 2  Наступи у плеј офу за пласман у Премијер лигу

### Репрезентација
Ажурирано након утакмице игране 3. јула 2021.
| Репрезентација | Година | Наступи | Голови |
| -------------- | ------ | ------- | ------ |
| Чешка          |        |         |        |
| 2012.          | 1      | 0       |        |
| 2013.          | 0      | 0       |        |
| 2014.          | 0      | 0       |        |
| 2015.          | 2      | 0       |        |
| 2016.          | 2      | 0       |        |
| 2017.          | 6      | 0       |        |
| 2018.          | 7      | 2       |        |
| 2019.          | 1      | 0       |        |
| 2020.          | 3      | 0       |        |
| 2021.          | 6      | 0       |        |
| Укупно         | Укупно | 28      | 2      |

### Голови за репрезентацију
Ажурирано након утакмице игране 6. јуна 2018.
| ‡ | Гол из пенала |

| Број | Датум          | Локација                              | Противник | Гол за | Коначан резултат | Такмичење      |
| ---- | -------------- | ------------------------------------- | --------- | ------ | ---------------- | -------------- |
| 1    | 26. март 2018. | Спортски центар Гуангси, Нанинг, Кина | Кина      | 1:1    | 4:1              | Кина куп 2018. |
| 2    | 6. јун 2018.   | Стадион Рудолф Тон, Швехат, Аустрија  | Нигерија  | 1:0    | 1:0              | Пријатељска    |

## Успјеси

### Клубови
Челси резервни тим
- Премијер лига за резерве: 2010/11[81]

Мидлсбро
- Чемпионшип друго мјесто: 2015/16[82]

Фулам
- Плеј оф Чемпионшипа: 2018[83]

### Репрезентација
Чешка до 19 година
- Европско првенство друго мјесто: 2011[84]

Чешка
- Кина куп бронза: 2018

### Индивидуално
- Чешки таленат године: 2012